# Стефанів Зенон
Стефанів Зенон Петрович (22 липня 1902, с. Топорівці — 10 січня 1976) — історик українського війська і журналіст, дійсний член НТШ (з 1954), родом з Городенківського повіту (Галичина), брат Гната Стефаніва. На еміграції в Німеччині, з 1949 року у США, помер у Ньюарку. Автор праць з історії українського війська, статті і гасла в «УЗЕ» та «ЕУ 2», спогади («Від Слав'янська до Тухолі», 1937) і розвідки «Українські збройні сили 1917—1920 pp.» (1934), «Українське Вільне Козацтво» (1935), «Коротка історія українського війська» (1938), співредактор «Історії українського війська» (видання І. Тиктора, 1936).